# Neurigona tarsalis
Neurigona tarsalis är en tvåvingeart som beskrevs av Van Duzee 1913. Neurigona tarsalis ingår i släktet Neurigona och familjen styltflugor. Inga underarter finns listade i Catalogue of Life.